# Gary Marcus
Gary F. Marcus (nascido em 8 de fevereiro de 1970) é um cientista, autor e empresário norte-americano que é professor do Departamento de Psicologia da New York University e foi fundador e CEO da Geometric Intelligence, uma empresa de aprendizado de máquina posteriormente adquirida pela Uber.
Seus livros incluem Guitar Zero, que apareceu na lista dos mais vendidos do New York Times e Kluge: A construção fortuita da mente humana, que foi uma escolha dos editores do New York Times. Com Jeremy Freeman, ele foi co-editor de The Future of the Brain: Essays by the World's Leading Neuroscientists (O Futuro do Cérebro: Ensaios dos Principais Neurocientistas do Mundo).

## Biografia
Marcus estudou no Hampshire College, onde projetou sua própria matéria, ciência cognitiva, trabalhando com o raciocínio humano. Ele continuou a pós-graduação no Instituto de Tecnologia de Massachusetts, onde seu orientador foi o psicólogo experimental Steven Pinker. Ele recebeu seu doutorado em 1993.

## Teorias da linguagem e da mente
As pesquisas e teorias de Marcus se concentram na interseção entre a biologia e a psicologia. Ele estuda como o cérebro e a mente se relacionam quando se trata de compreender a linguagem. Marcus adota uma postura inatista nesse debate e, por meio de suas evidências psicológicas, tem dado muitas respostas a questões abertas como: "Se há algo embutido no nascimento, como isso chega lá?". Ele desafiou as teorias conexionistas que postulam que a mente é composta apenas de neurônios dispostos aleatoriamente. Marcus argumenta que os neurônios podem ser colocados juntos para construir circuitos a fim de fazer coisas como regras de processo ou processar representações estruturadas.

## Pesquisa e trabalho escrito
O trabalho inicial de Marcus concentrou-se em por que as crianças produzem superregularizações, como "breaked" e "goed", como um caso de teste para a natureza das regras mentais.
Em seu primeiro livro, The Algebraic Mind: Integrating Connectionism and Cognitive Science (A Mente Algebraica: Integrando Conexionismo e Ciência Cognitiva), Marcus desafiou a ideia de que a mente poderia consistir em redes neurais amplamente indiferenciadas. Ele argumentou que compreender a mente exigiria a integração do conexionismo com as idéias clássicas sobre a manipulação de símbolos.
Em seu segundo livro, publicado em 2004, The Birth of the Mind: How a Tiny Number of Genes Creates the Complexities of Human Thought (O nascimento da mente: como um pequeno número de genes cria as complexidades do pensamento humano), Marcus apresenta uma explicação detalhada dos sistemas de suporte genético do pensamento humano. Ele explica como um pequeno número de genes é responsável pelo intrincado cérebro humano, bem como falsas impressões comuns de genes e os problemas que elas podem causar para o futuro da engenharia genética.